# Kim tự tháp Djedefre
Kim tự tháp Djedefre hay "Bầu trời đầy sao của Djedefre", được xây dựng tại Abu Rawash, là kim tự tháp nằm xa nhất về phía bắc trong số các kim tự tháp được biết đến. Nó thuộc về pharaon Djedefre, con trai và là người kế vị của pharaon Khufu, người đã xây dựng cho mình một kim tự tháp hoành tráng nhất Ai Cập.
Không hiểu vì cớ gì mà Djedefre đã chọn Abu Rawash là nơi yên nghỉ cuối cùng cho mình, trong khi cha và em trai của ông, pharaon Khafre lại chọn vùng đất Giza. Nhiều suy đoán cho rằng, giữa Djedefre và Khufu, Khafre có một mối bất hòa, và điều này đã khiến ông quay lưng với Giza. Thực tế cho thấy điều này không xảy ra, và pharaon Menkaure, con của Khafre, đã cho trùng tu lại khu phức hợp của Djedefre.
Kim tự tháp của Djedefre đã bị phá hủy một cách nặng nề, nhiều người vẫn nghĩ rằng đây là một sử phá hoại có chủ đích, mặc dù không rõ tại sao. Có lẽ sinh thời, Djedefre cai trị đã không được lòng dân chúng.

## Lịch sử khảo cổ
John Shae Perring đã nghiên cứu ngắn hạn nơi này, ông chủ yếu tập trung vào những cấu trúc bên ngoài, và Flinders Petrie sau đó đã cho kiểm tra cả kim tự tháp vào những năm 1880. Karl Richard Lepsius đã đánh ký hiệu kim tự tháp này trong danh sách của ông là Lepisus II.
Đầu thế kỷ 20, kim tự tháp Djedefre đã được khai quật một cách có hệ thống, lần lượt là các nhà khảo cổ Emile Chassinat, Pierre Montet, Vito Maragioglio và Celeste Rinaldi. Năm 1995, đoàn khảo cổ Pháp-Thụy Sĩ, dẫn đầu là Michel Valloggia đã tiếp tục khai quật nơi này. Bằng phương pháp hiện đại, họ đã giải đáp được nhiều câu hỏi vây quanh kim tự tháp này.

## Cấu trúc phức hợp

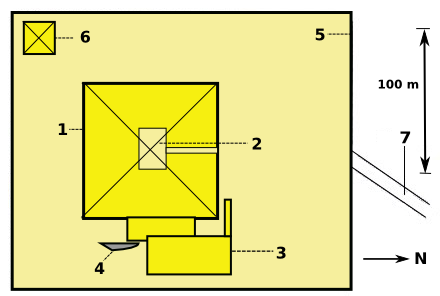
Sơ đồ khu phức hợp của vua Djedefre

Phức hợp được bọc trong một bức tường dày 2,5 mét, trong khi đó kim tự tháp và những cấu phúc trụ bên trong lại nằm trong một bức tường khác nữa. Một con đường bộ có mái che nối giữa đường đắp cao bên ngoài với tường bên trong.

### Đền thờ
Những tàn tích còn sót lại cho thấy đền thờ tang lễ nằm ở phía đông của kim tự tháp. Những đồ vật bằng gốm được tìm thấy tại đây chứng thực rằng đã từng có những hoạt động cúng tế Djedefre diễn ra tại đây. Một điều khác biệt ở kim tự tháp này so với những kim tự tháp khác trong cùng thời kỳ Cổ vương quốc, đó là con đường đắp cao lại không dẫn trực tiếp vào ngôi đền tang lễ.
Đường đắp này rất dài (hơn 1,7 km, dài nhất trong số các phức hợp kim tự tháp được tìm thấy), thông thường sẽ dẫn đến một ngôi đền thung lũng, nhưng ngôi đền đó đến nay vẫn không được tìm ra. Con đường này lại chạy theo hướng bắc-nam thay vì đông-tây như những con đường ở các phức hợp khác vào thời điểm này.

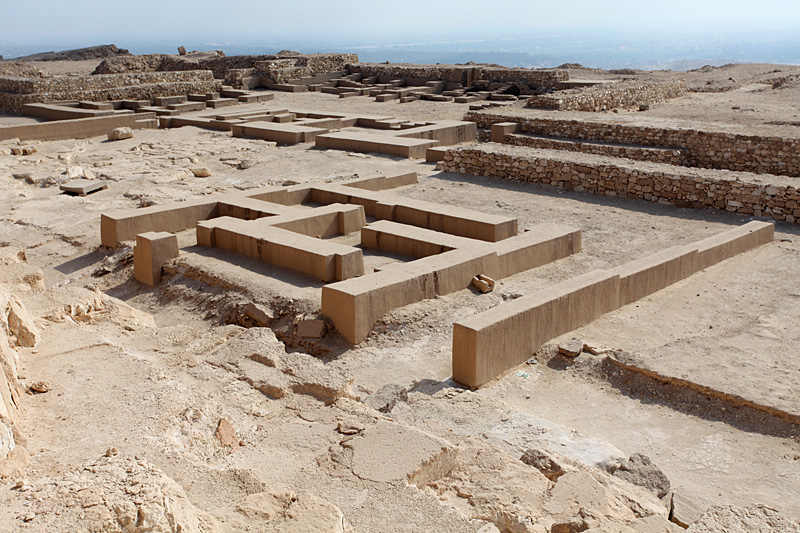
Cấu trúc đền thờ phía đông kim tự tháp

Những bức tường bên trong đền thờ khá dày, được làm từ gạch bùn. Xung quanh khoảng sân giữa là những căn phòng phụ dùng để chứa đồ. Ở phía đông bắc của sân là một hàng cột đá có khắc tên của Djedefre. Ở mặt đông của lõi kim tự tháp có một hốc tường, theo các nhà khảo cổ thì đây có lẽ một cánh cửa giả, phía trước đó sẽ đặt một bệ thờ, và cấu trúc này có lẽ là một phần của sảnh dâng lễ vật cho nhà vua.
Ở khu vực các cột đá, người ta tìm được 5 bức tượng của 5 người con của vua Djedefre, trên đó có khắc những danh hiệu của từng người. Cùng với đó là một pho tượng đá vôi mang hình dáng của nhân sư. Nếu thực sự đó là tượng nhân sư, thì nó có lẽ là hình dạng sớm nhất được biết đến của tượng này.

### Công xưởng và nhà ở
Đường bộ giữa 2 lớp tường bảo vệ dẫn đến những cấu trúc khác của phức hợp, bao gồm: 1 phòng canh gác, nhiều phòng dự trữ ngũ cốc, nhiều lò bánh mì và lò ủ bia, 1 công xưởng và nhà ở cho các nhân công xây dựng. Nhiều phòng ốc trong cấu trúc này đã được tái sử dụng làm những nơi thờ cúng nhỏ ở các triều đại sau đó.
Một bức tượng bị vỡ của vua Menkaure có nhắc đến đến việc tu sửa cho khu phức hợp của người bác, vua Djedefre. Bức tượng này đã xóa bỏ mối nghi vấn hiềm khích giữa Djedefre và các thành viên hoàng tộc. Một con dấu của Djedefre cũng được tìm thấy tại đây.

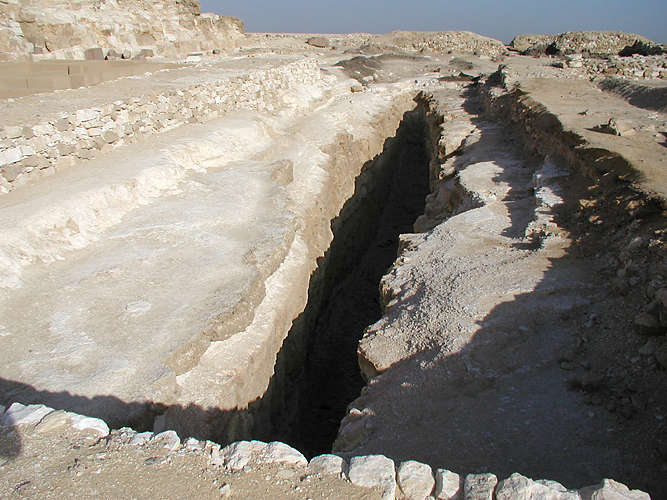
Hố chôn thuyền ở mé đông kim tự tháp

### Hố chôn thuyền
Ở phía đông kim tự tháp, người ta tìm thấy một hố đào mang hình dáng của một con thuyền barque, dù chưa tìm được những mảnh vụn của con thuyền. Thay vào đó, khoảng 120 bức tượng bị vỡ của Djedefre được chôn vùi bên dưới. Có vài bức tượng hầu như còn nguyên vẹn, được cất giữ tại Bảo tàng Cairo và Bảo tàng Louvre.
Đây có thể là một sự cố ý nhằm mục đích nhục mạ nhà vua, và người làm điều này không ai khác ngoài người em Khafre với mục đích trả thù cho người anh của họ, Kauab. Giả thuyết này nhanh chóng bị bác bỏ, vì phức hợp của Djedefre nằm trong khu vực bị cô lập, và những người dân đã phá hủy những pho tượng này, đặc biệt là trong thời Ai Cập thuộc La Mã và thời kỳ Công giáo.

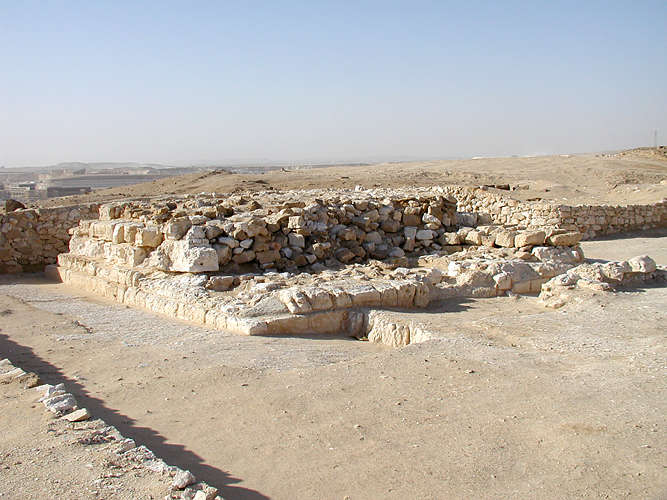
Kim tự tháp vệ tinh phía đông nam

### Kim tự tháp vệ tinh
Một kim tự tháp nhỏ nằm ở góc tây nam của kim tự tháp chính. Nhiều người tin rằng, đó là nơi chôn cất một trong những phi tần của Djedefre, nhưng đó chỉ có thể là một miếu thờ, nơi cất giữ linh hồn của nhà vua.
Một kim tự tháp nhỏ hơn nữa nằm ở góc đông nam, ngay gần kim tự tháp chính. Mảnh vỡ của cỗ quan tài đá trong căn phòng bên dưới có khắc cái tên Hetepheres, có lẽ là Hetepheres II - một người vợ và là chị em gái của ông. Thực tế thì bà được chôn tại ngôi mộ G-7350 ở phía đông Kim tự tháp Giza do những văn khắc tại đó có nhắc đến bà, nhưng không tìm thấy xác ướp. Người ta cũng tìm thấy những mảnh vỡ của những cái nắp và bình đựng nội tạng bằng thạch cao; một cái đĩa bằng thạch cao trong đó có mang tên Horus của vua Khufu.

## Kim tự tháp

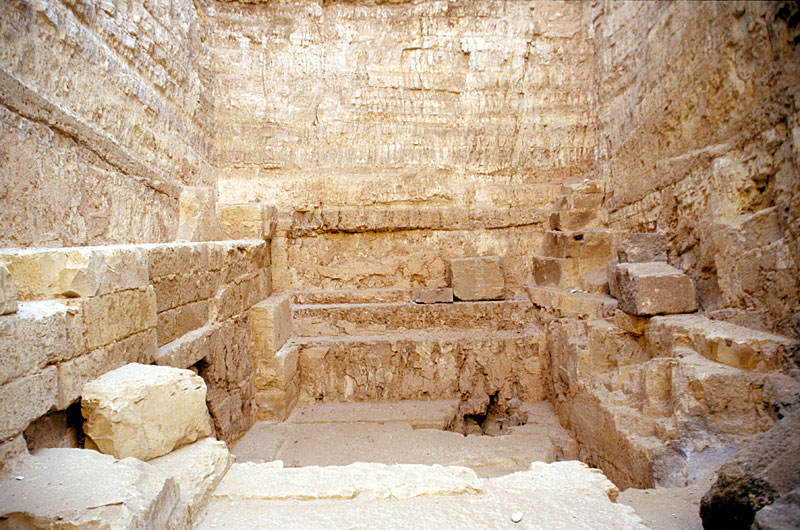
Phòng chôn cất

Kim tự tháp chính của Djedefre được xây dựng trên một gò đất có sẵn, có chiều cao khoảng từ 57 đến 67 mét (ngày nay chỉ đo được gần 12 m), cạnh dài 106 mét và nghiêng 52°. Kích thước của kim tự tháp này khá nhỏ so với kim tự tháp Giza của cha ông.
Ở đoạn hành lang đi xuống phía bắc, Valloggia tìm thấy một lưỡi rìu bằng đồng. Hành lang dẫn đến phòng ngoài thông với phòng chôn cất. Petrie đã tìm thấy trong đó một mảnh vỡ bằng đá granite hồng, và ông cho đó là một phần của cỗ quan tài.
Chỉ còn một số ít những hàng gạch của kim tự tháp là vẫn còn nằm ngay tại vị trí của chúng. Ban đầu, các chuyên gia cho rằng, đây là một kim tự tháp chưa hoàn chỉnh do chỉ nhìn vào đống đổ nát của nó. Sau này, họ mới đồng ý rằng, đây là một kim tự tháp đã hoàn thành, và tình trạng suy tàn hiện nay là do kim tự tháp đã trở thành một mỏ đá và một khu quân sự trong thời kỳ La Mã.